# Сельдевые акулы (семейство)
Сельдевые акулы, или ламновые акулы (лат. Lamnidae), — семейство акул отряда ламнообразных, распространённых по всему Мировому океану. Включает пять современных видов в трёх родах и много вымерших видов.
Название семейства образовано от названия рода Lamna (греч. λαμνα — «сельдевая акула»).
Сельдевые акулы распространены в теплых и умеренно теплых водах Мирового океана. Все они ведут пелагический образ жизни. Эти акулы питаются рыбой, тюленями, морскими котиками, каланами, а также падалью. Кархародон и акулы-мако представляют угрозу для человека и нападают на пловцов. Сельдевые акулы размножаются яйцеживорождением. Атлантическая и лососёвая акулы являются объектами промысла из-за вкусного мяса. Акула-мако — один из объектов спортивного рыболовства.

## Описание
Длина тела сельдевых акул колеблется от 1,5—3,5 м у атлантической сельдевой акулы Lamna nasus до 6 м у белой акулы. Отличительными признаками сельдевых акул служат серповидный хвостовой плавник, наличие хорошо выраженного киля на хвостовом стебле и крупные зубы, имеющие шилообразную или пластиновидную треугольную форму. Торпедообразное тело этих акул свидетельствует о том, что они являются хорошими пловцами.
Акулы этого семейства имеют остроконечную морду, веретеновидное тело и пять пар жаберных щелей. Первый спинной плавник крупный, высокий, заострённый или немного закруглённый. Второй спинной и анальный плавники развиты незначительно. Представители ламновых имеют плотное телосложение и иногда вдвое превосходят по весу акул сравнимой длины из других семейств.
Сельдевые акулы — одни из наиболее быстрых акул.

## Роды и виды
Семейство включает пять ныне живущих видов в трёх родах:
- Carcharodon Smith, 1838 — Белые акулы, или акулы-людоеды
  - Carcharodon carcharias Linnaeus, 1758 — белая акула, или кархародон, или акула-людоед
- Isurus Rafinesque, 1810 — Акулы-мако, или серо-голубые акулы
  - Isurus oxyrinchus Rafinesque, 1810 — акула-мако, или чернорылая акула, или макрелевая акула, или серо-голубая сельдевая акула
  - Isurus paucus Guitart Manday, 1966 — длинноплавниковый мако
  - † Isurus retroflexus
  - † Isurus desori
  - † Isurus escheri
  - † Isurus planus
  - † Isurus hastalis
- Lamna Cuvier, 1816 — Сельдевые акулы
  - Lamna ditropis Hubbs et Follett, 1947 — тихоокеанская сельдевая акула, или северотихоокеанская акула, или лососёвая акула
  - Lamna nasus Bonnaterre, 1788 — атлантическая сельдевая акула, или ламна.
  - †Lamna attenuata (Davis, 1888)
  - †Lamna carinata (Davis, 1888)
  - †Lamna hectori (Davis, 1888)
  - †Lamna marginalis (Davis, 1888)
  - †Lamna obliqua (Agassiz, 1843)
  - †Lamna quinquelateralis (Cragin, 1894)
  - †Lamna trigeri (Coquand, 1860)
  - †Lamna trigonata (Agassiz, 1843)

## Эволюция
Родственные связи современных родов сельдевых акул по результатам исследования митохондриальной ДНК:

|  | Carcharodon                                      |
|  |                                                  |
|  | \| \| Lamna \| \| \| \| \| \| Isurus \| \| \| \| |
|  |                                                  |
|  | Lamna                                            |
|  |                                                  |
|  | Isurus                                           |
|  |                                                  |

|  | Lamna  |
|  |        |
|  | Isurus |
|  |        |

Сельдевые акулы — сестринская группа гигантских акул (Cetorhinidae).